# Weli-Tschai
Weli-Tschai är ett vattendrag i Azerbajdzjan.   Det ligger i distriktet Masallı Rayonu, i den sydöstra delen av landet, 170 km sydväst om huvudstaden Baku.